# Luciola extincta
Luciola extincta là một loài bọ cánh cứng trong họ Đom đóm (Lampyridae). Loài này được Heyden miêu tả khoa học năm 1862.